# Siège de Marmande
Croisade des albigeois
Batailles
Chronologie de la croisade des albigeois
- Béziers
- Carcassonne

- Minerve
- Termes
- Lavaur
- Montgey
- 1er Toulouse
- Castelnaudary
- Muret

- Beaucaire
- 2e Toulouse
- Marmande
- Baziège
- 3e Toulouse

- Avignon
- Montségur

Le siège de Marmande est une opération militaire d’Amaury VI de Montfort lors de la croisade des Albigeois en 1219, qui trouva sa conclusion avec l’arrivée du prince Louis de France, fils de Philippe Auguste, et qui se termina par le massacre de la population de la ville.

## Les circonstances
Depuis l’échec du siège de Toulouse et la mort de son père, Amaury VI de Montfort se trouve dans une situation désespérée. Le moral de ses troupes est au plus bas, les seigneurs languedociens commencent à se révolter et le comte Raymond VII de Toulouse entreprend une campagne de reconquête. Les faibles effectifs de l’armée d’Amaury ne lui permettent pas de s’y opposer, et plusieurs barons conseillent à Amaury la négociation. Le pape Honorius III avait envoyé une ambassade au roi Philippe Auguste, mais l’effet ne s’en fera sentir qu’au cours de l’année suivante.

## Le siège
Aux alentours de Noël, Alix de Montmorency, veuve de Simon de Montfort et mère d’Amaury, et Bouchard de Marly arrivent avec un petit contingent de croisés. Ce renfort lui permet de faire un raid dans les Corbières, puis il tente de surprendre la ville de Marmande, en Agenais, mais sans succès.
Il entreprend alors le siège de la ville, au début de l’année 1219. 
Raymond VII réunit ses troupes et se prépare à venir au secours des défenseurs de Marmande et de ses deux chefs : Centule d’Astarac et Arnaud de Blanquefort. Mais au moment de partir, on lui annonce que son allié le comte Raymond-Roger de Foix, est bloqué à Baziège par des croisés venant de Carcassonne avec tout son convoi de ravitaillement qu'il convoyait vers Toulouse. Raymond décide d'aller secourir le comte de Foix, et les occitans écrasent à Baziège l'armée de croisés conduits par Foucault de Berzy.
Au printemps, le roi Philippe Auguste envoie son fils à la tête d’une importante troupe : une vingtaine d’évêques, une trentaine de comtes, six cents chevaliers et dix mille archers.
Cette armée arrive à Marmande le 2 juin 1219. Dès le premier assaut, les ouvrages avancés de la défense de la ville sont emportés. Pour Centule d’Astarac, le commandant de la place forte, l’avenir est nettement moins assuré, avec la venue du fils du roi. Il entreprend des négociations et accepte la reddition de la ville le 10 juin, en échange de la vie sauve pour lui et ses soldats. Le légat pontifical réclame pourtant la mort de Centule, comme hérétique et parjure, mais des barons protestent, estimant contraire à leur honneur de violer la parole donnée. Le comte d’Astarac et ses soldats sont considérés comme des prisonniers de guerre, mais les soldats du roi avaient profité de cette discussion entre le fils du roi et le légat pour entrer dans la ville et commencer le pillage et le massacre. Cinq mille habitants sont massacrés et la ville est incendiée.

## Bilan
Cette victoire reste sans lendemain. Amaury de Montfort s’est montré incapable de prendre la ville avant l’intervention royale. L’annonce de la prise de Marmande, ainsi que celle du massacre, rend méfiantes les populations qui refusent d’accorder foi à la parole royale. Ainsi Toulouse refuse peu après d’ouvrir ses portes au prince, qui met le siège devant la ville, mais ne réussit pas à la prendre. Au début du mois d’août, le prince Louis quitte le sud du royaume, et Amaury de Montfort subit d’autres revers, avant de devoir renoncer en 1224 et quitter à son tour le Languedoc.